# セルゲイ・オスタペンコ
セルゲイ・オスタペンコ（Sergei Sergeyevich Ostapenko (ロシア語: Серге́й Остапенко、1986年2月23日 - ）はカザフスタン出身の元同国代表サッカー選手。ポジションはFW。

## クラブ
FCアルマトイのユースに所属し、2003年にプロデビュー。2006年にFCトボルへと移籍すると、UEFAインタートトカップでの勝ち抜けやリーグ2位に貢献した。2008年1月、ベルギーのロイヤル・アントワープFCと2年契約を結ぶ。しかしながら、ここでは1試合にも出場することができず、わずか半年でFCアルマトイに復帰している。

## 代表
2007年6月6日、アゼルバイジャン戦で代表初キャップ。EURO2008予選最終節アルメニア戦では味方のスルーパスに反応し、キーパーのと1対1の状況で冷静に決め、自身の代表初ゴールを記録した。

## 略歴
- 2003-2006　 FCアルマトイ
- 2007　 FCトボル
- 2008　 ロイヤル・アントワープFC
- 2008　 FCアルマトイ
- 2009　 FCアクトベ
- 2010   FCロコモティフ・アスタナ
- 2011   FCジェティス
- 2012-2015  FCアスタナ
- 2014  → FCカイサル (レンタル移籍)